# Mozelos (Paredes de Coura)
Mozelos es una freguesia portuguesa del concelho de Paredes de Coura, con 3,2 km² de superficie y 346 habitantes (2001). Su densidad de población es de 108,1 hab/km².